# Spiroksatrin
Spiroksatrin je leki koji deluje kao selektivni antagonist za 5-1A receptor i α2 adrenergički receptor. On je analog spiperona. On takođe manifestuje neke od efekata dopaminskih antagonista.